# Singarayakonda
Singarayakonda là một thị trấn thống kê (census town) của quận Prakasam thuộc bang Andhra Pradesh, Ấn Độ.

## Địa lý
Singarayakonda có vị trí 15°15′B 80°02′Đ / 15,25°B 80,03°Đ Nó có độ cao trung bình là 15 mét (49 feet).

## Nhân khẩu
Theo điều tra dân số năm 2001 của Ấn Độ, Singarayakonda có dân số 16.675 người. Phái nam chiếm 48% tổng số dân và phái nữ chiếm 52%. Singarayakonda có tỷ lệ 66% biết đọc biết viết, cao hơn tỷ lệ trung bình toàn quốc là 59,5%: tỷ lệ cho phái nam là 73%, và tỷ lệ cho phái nữ là 60%. Tại Singarayakonda, 11% dân số nhỏ hơn 6 tuổi.